# Vladimir de Terlikowski
Wladimir de Terlikowski (Włodzimierz Terlikowski) est un peintre polonais, né le 24 avril 1873 à Poraj (alors dans le gouvernement de Piotrków de l'Empire russe) et mort dans le 14e arrondissement de Paris le 2 février 1951.

## Biographie
Wladimir Georges (Włodzimierz Jerzy) est issu d'une famille de la noblesse polonaise de la région de Varsovie (blason Jelita (pl)), fils de Paul de Terlikowski (Paweł Terlikowski), qui travaille pour les chemins de fer à Łódź, et sa femme Marie Jielinska (Maryja Zielińska). Il découvre le monde artistique au travers de ses nombreux voyages en France, Italie, Espagne, Allemagne, Suisse et en Afrique du Nord.
À la suite de brèves études à l'Académie des beaux-arts de Munich et dans l'atelier parisien de Jean-Paul Laurens ses premières œuvres proches du fauvisme le font remarquer par la galerie Bernheim.
Terlikowski s’installe à Montparnasse où il est contemporain d'Amedeo Modigliani, Chaïm Soutine, Pablo Picasso, André Derain et Maurice de Vlaminck. Sa technique est reconnaissable par son utilisation du couteau à palette et a été comparée à l'œuvre de Paul Cézanne et Auguste Renoir[réf. nécessaire]. 
Terlikowski est membre de l'École de Murol dont les principales sources d'inspiration sont tirées de Victor Charreton et Léon Boudal.  
Portraitiste et paysagiste — il peint inlassablement Venise — il expose notamment ses œuvres à la galerie Bernheim et à la galerie Charpentier à Paris. 
Il expose au Salon d'automne de 1912, 1913 et 1919.
Il est nommé chevalier de la Légion d'honneur en 1920.
Divorcé de Régina Paulina de Stern, il épouse en 1924 Jeanne Leygues (1890-1964).
Il réalise les portraits de contemporains comme Léonard Foujita, Antoine Bourdelle et Stacia Napierkowska.
Les banquiers David David-Weill, régent de la Banque de France et Henri Nouvion, administrateur-directeur général de la Banque de l'Afrique occidentale accorderont à Wladimir de Terlikowski leur soutien financier tout au long de sa vie. 
Terlikowski a notamment pour élève Edward B. Kaminski (1895-1964).
Domicilié rue de Grenelle, il meurt à l'hôpital de Broussais-la-Charité. Il est inhumé au cimetière du Père-Lachaise (97e division).

## Expositions
- Du 21 avril au 3 mai 1913, Paris, galerie Bernheim-Jeune. Vuillard et Bonnard furent exposés le mois suivant à cette galerie. Les critiques décrivirent l'artiste comme « le Maître polonais »[réf. nécessaire]. La même année, le musée du Luxembourg à Paris fit l'acquisition d'une toile de Terlikowski intitulée Entrée de Besse-en-Chandesse.
- L'art polonais en France, paysages du Morbihan, du 20 novembre au 2 décembre 1916, galerie Bernheim-Jeune.
- Expositions à Venise, Paris, Provence, hôtel Charpentier, du 21 avril au 19 mai 1927.
- Du 7 mai au 1er juin 1981, Troyes, Centre culturel Thibaud de Champagne
- Du ler juin au 31 octobre 2002, Musée des Peintres de l’École de Murol - 63 Murol
- Du 8 février au 30 mars 2012, Bibliothèque polonaise de Paris.

## Œuvres dans les collections publiques
- Bordeaux, musée des beaux-arts.
- Clermont-Ferrand, musée d'art Roger-Quilliot.
- Murol, musée des peintres de l’école de Murol[5].
- Paris, musée national d'Art moderne.
- Troyes, musée des beaux-arts.